# Flamingo (escultura)

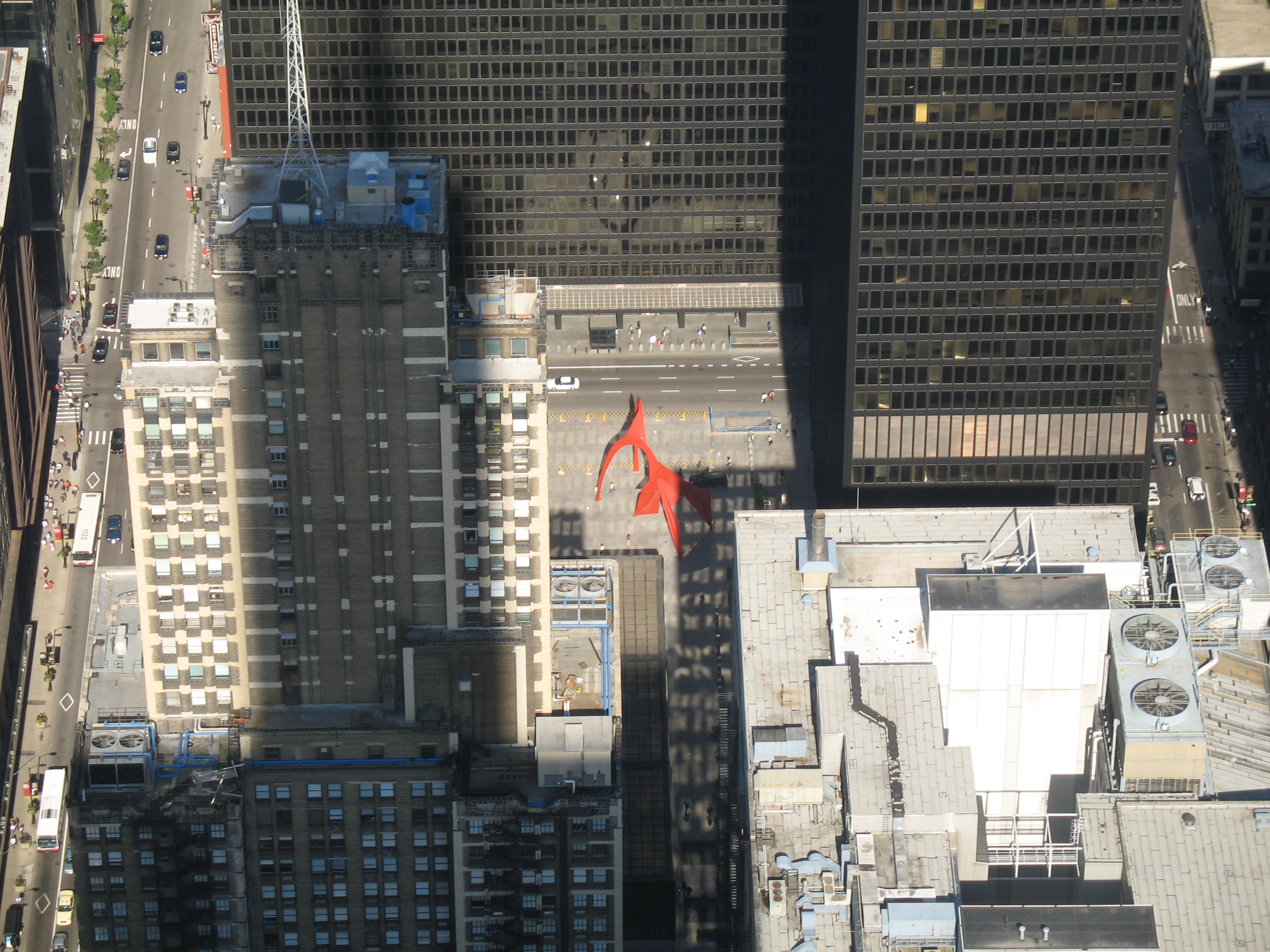
A escultura Flamingo na Chicago's Federal Plaza, vista do alto.

Flamingo é uma conhecida escultura do artista estadunidense Alexander Calder, com dezesseis metros de altura localizada na Federal Plaza, diante do Kluczynski Federal Building em Chicago, capital do estado de Illinois, nos Estados Unidos da América.
Foi encomendado pela agência governamental de Serviços Gerais da Administração, tendo sido inaugurada em 1974, apesar de a data da assinatura do escultor indicar que foi construído em 1973.

## Características
O Flamingo é uma composição abstrata que pesa 50 toneladas, é feito de aço e tem cor vermelho-vivo. Calder imprimiu uma tonalidade própria que passou a ser chamada de "vermelho Calder" para compensar os tons escuros dos prédios de escritórios da vizinhança, inclusive o edifício do chamado Kluczynski Federal Building, projetado pelo arquiteto Ludwig Mies van der Rohe.

## Histórico
Calder foi contratado para realizar a obra em razão de sua reputação internacional; o espaço em volta, formado por prédios modernos retangulares, teve pelo artista um contraponto em formas arqueadas, proporcionando uma dinâmica em grande escala.
O Flamingo foi a primeira obra de arte encomendada pela Administração de Serviços Gerais dos EUA, dentro do percentual orçamentário do Programa Artístico Federal. O artista apresentou o seu modelo para a obra em 23 de abril de 1973, no Art Institute of Chicago, e foi apresentada ao público em 25 de outubro de 1974, no mesmo momento em que uma outra escultura sua, dessa feita um móbile, era revelada na Willis Tower. Aquele data foi proclamada, então, o "Dia Alexander Calder", e comemorado com o desfile de uma parada circense.